# Mobile Station Roaming Number
Die Mobile Station Roaming Number oder auch Mobile Subscriber Roaming Number (MSRN) ist eine Nummer zur Identifikation einer Mobilstation (MS).

## Eigenschaften
Zu jeder MS wird eine MSRN im Home Location Register (HLR) und eine Kopie davon im Visitor Location Register (VLR) abgespeichert. Die MSRN hat folgende vier Teile: Visitor Country Code (VCC), Visitor National Destination Code (VNDC), Visitor Mobile Switching Center (VMSC) und Visitor Subscriber Number (VSN).
Die MSRN bleibt während eines Gesprächs für jene Zeit aufrecht, die die MS im Wirkungsbereich dieses VLRs verbringt.
Dadurch wird beim Roaming das Auffinden des Teilnehmers in fremden Netzen ermöglicht.